# Стиларо
Стиларо (итал. Stilaro) — река в области Калабрия Итальянской Республики.

## Обзор
В древности река была известна как Эллепоро (итал. Elleporo) (хотя это название, возможно, этимологически связано с близлежащей рекой Алларо), в византийский период — как Кастрон (итал. Kàstron), а в нормандский период — как Стилитанус (итал. Stillitanus).
В первой половине IV в. до н. э. Стиларо, тогда называвшийся Эллепоро, был местом важного сражения между Дионисием I и Италиотской лигой, образованной некоторыми городами Великой Греции, в результате которого последняя потерпела поражение.
До XVII века в районе Аргалии, на правом берегу Стиларо, действовала плавильная печь для переработки добытых минералов и обработки металла; на самом деле название происходит от слова итал. ergalion, мастерской, где железо ковали молотом.
В период с XVIII по XIX век для использования гидроэлектроэнергии было построено несколько плотин и небольших гидроэлектростанций, все из которых в настоящее время выведены из эксплуатации: плотина Джулия, плотина Аццарелла и плотина Руджеро, гидроэлектростанция в Фердинандеа (ит., построена во времена Акилле Фаццари, спроектирована инженером Гульельмо Фрейбургом), гидроэлектростанция Мармарико и гидроэлектростанция Гуида.
Во время наводнения 1951 года Стиларо вышла из берегов и достигла Бивонджи, затопив также многие дома в Паццано. Ещё одно наводнение случилось в 1972 году. В последний раз река выходила из берегов 12 и 13 января 2009 года, когда затопило провинциальной дорогу №9, прервав сообщение с Монастераче.